# Гемиптелея
Гемиптелея Давида (лат. Hemiptelea davidii) — единственный представитель рода Гемиптелея (Hemiptelea) семейства Вязовые (Ulmaceae).

## Распространение и экология
В природе ареал вида охватывает Корейский полуостров и практически всю территорию Китая.
Произрастает по бесплодным каменистым склонам. Образует колючие непроходимые заросли в рост человека или растёт одиночными деревьями с прямыми стволами.

## Ботаническое описание
Дерево или кустарник, образующий густую крону. Ветки в молодости густоволосистые, позже слабо опушённые, снабженные колючками длиной 1,5 см. Кора серо-коричневая или коричневая.
Почки шаровидно-яйцевидные, мелкие. Листья длиной 2—5 см, эллиптические или продолговато-эллиптические, с 8—12 парами жилок, остроконечные, с округлым или полусердцевидным основанием, пильчато-городчатые, сверху с единичными волосками, снизу рассеянно опушенные, на черешках длиной 1—3 мм.
Цветки двуполые, на коротких цветоножках, собраны по 1—4 в пазухах верхних листьев или прицветников. Околоцветник с 4—5 долями; тычинок обычно четыре.
Плод — сухой, косо срезанный орешек длиной 6 мм, с 2 крыльями в верхней части.
Цветение в апреле, вместе с распусканием листьев.

## Таксономия
Вид Гемиптелея Давида входит в монотипный род Гемиптелея (Hemiptelea) семейства Вязовые (Ulmaceae) порядка Розоцветные (Proteales).
|  |                                      |  |                                                             |                                                             |                   |  | ещё 8 семейств (согласно Системе APG II) |                   |                           |                                    |
|  |                                      |  |                                                             |                                                             |                   |  |                                          |                   |                           | единственный вид Гемиптелея Давида |
|  |                                      |  |                                                             | порядок Розоцветные                                         |                   |  |                                          |                   | монотипный род Гемиптелея |                                    |
|  |                                      |  |                                                             | порядок Розоцветные                                         |                   |  |                                          |                   | монотипный род Гемиптелея |                                    |
|  | отдел Цветковые, или Покрытосеменные |  |                                                             |                                                             | семейство Вязовые |  |                                          |                   |                           |                                    |
|  | отдел Цветковые, или Покрытосеменные |  |                                                             |                                                             |                   |  |                                          |                   |                           |                                    |
|  |                                      |  | ещё 44 порядка цветковых растений (согласно Системе APG II) | ещё 44 порядка цветковых растений (согласно Системе APG II) |                   |  |                                          | ещё около 9 родов | ещё около 9 родов         |                                    |
|  |                                      |  |                                                             | ещё 44 порядка цветковых растений (согласно Системе APG II) |                   |  |                                          |                   | ещё около 9 родов         |                                    |